# Vienne-en-Arthies
Vienne-en-Arthies és un municipi francès, situat al departament de Val-d'Oise i a la regió de Illa de França. L'any 2007 tenia 394 habitants.
Forma part del cantó de Vauréal, del districte de Pontoise i de la Comunitat de comunes Vexin-Val de Seine.

## Demografia

### Població
El 2007 la població de fet de Vienne-en-Arthies era de 394 persones. Hi havia 145 famílies, de les quals 34 eren unipersonals (19 homes vivint sols i 15 dones vivint soles), 38 parelles sense fills, 65 parelles amb fills i 8 famílies monoparentals amb fills.
La població ha evolucionat segons el següent gràfic:
Habitants censats

### Habitatges
El 2007 hi havia 217 habitatges, 151 eren l'habitatge principal de la família, 50 eren segones residències i 17 estaven desocupats. 206 eren cases i 11 eren apartaments. Dels 151 habitatges principals, 125 estaven ocupats pels seus propietaris, 24 estaven llogats i ocupats pels llogaters i 2 estaven cedits a títol gratuït; 2 tenien una cambra, 7 en tenien dues, 18 en tenien tres, 35 en tenien quatre i 90 en tenien cinc o més. 128 habitatges disposaven pel capbaix d'una plaça de pàrquing. A 55 habitatges hi havia un automòbil i a 88 n'hi havia dos o més.

### Piràmide de població
La piràmide de població per edats i sexe el 2009 era:
| Homes | Edats   | Dones |
| ----- | ------- | ----- |
| 0     | 95 o +  | 0     |
| 0     | 90 a 94 | 0     |
| 4     | 85 a 89 | 4     |
| 4     | 80 a 84 | 4     |
| 8     | 75 a 79 | 4     |
| 8     | 70 a 74 | 8     |
| 4     | 65 a 69 | 8     |
| 4     | 60 a 64 | 4     |
| 8     | 55 a 59 | 12    |
| 8     | 50 a 54 | 8     |
| 20    | 45 a 49 | 24    |
| 24    | 40 a 44 | 16    |
| 16    | 35 a 39 | 24    |
| 4     | 30 a 34 | 4     |
| 8     | 25 a 29 | 8     |
| 8     | 20 a 24 | 0     |
| 20    | 15 a 19 | 16    |
| 24    | 10 a 14 | 12    |
| 16    | 5 a 9   | 12    |
| 0     | 0 a 4   | 4     |

## Economia
El 2007 la població en edat de treballar era de 266 persones, 203 eren actives i 63 eren inactives. De les 203 persones actives 192 estaven ocupades (108 homes i 84 dones) i 12 estaven aturades (4 homes i 8 dones). De les 63 persones inactives 22 estaven jubilades, 26 estaven estudiant i 15 estaven classificades com a «altres inactius».

### Ingressos
El 2009 a Vienne-en-Arthies hi havia 159 unitats fiscals que integraven 413 persones, la mediana anual d'ingressos fiscals per persona era de 24.350 €.

### Activitats econòmiques
Dels 19 establiments que hi havia el 2007, 7 eren d'empreses de construcció, 3 d'empreses de comerç i reparació d'automòbils, 1 d'una empresa d'informació i comunicació, 6 d'empreses de serveis, 1 d'una entitat de l'administració pública i 1 d'una empresa classificada com a «altres activitats de serveis».
Dels 7 establiments de servei als particulars que hi havia el 2009, 1 era un taller de reparació d'automòbils i de material agrícola, 4 paletes, 1 guixaire pintor i 1 fusteria.
L'any 2000 a Vienne-en-Arthies hi havia 3 explotacions agrícoles.

## Equipaments sanitaris i escolars
El 2009 hi havia una escola maternal.

## Poblacions més properes
El següent diagrama mostra les poblacions més properes.